# CKUT-FM
CKUT-FM est la station de radio communautaire du campus de l'Université McGill, située à Montréal au Québec, (Canada), diffusée sur la bande FM au (90,3 MHz) grâce à son émetteur de 250 watts situé sur le mont Royal. Elle diffuse de la musique, des émissions documentaires, de la création radiophonique, des magazines et fonctionne 24 heures par jour, 7 jours par semaine.

## Description
CKUT-MF est actuellement hébergée dans les bâtiments de l'Université McGill. Elle possède la réputation d'être l'une des radios promulguant particulièrement les pratiques musicales novatrices, la création radiophonique et la réalisation d'émissions portant sur des enjeux politiques ou sociaux. Elle émet sur le Web depuis 1997.
La programmation de CKUT est assurée par environ 300 bénévoles. L'organisme embauche également différents coordonnateurs rémunérés.
Outre l'anglais, CKUT diffuse en plusieurs langues qui reflètent le paysage culturel montréalais, notamment en français, espagnol, coréen, hindi et en créole haïtien.

## Histoire
Créée en 1960 et diffusant sur le AM sous l'indicatif CFRM, la station obtient une licence de diffusion sur la câble en 1982. Elle obtient ensuite une licence de diffusion sur la bande FM en 1987 pour la fréquence 90,3. Elle ouvre très tôt ses portes aux expérimentations musicales et à la création radiophonique comme en témoignent dès 1990 les émissions de l'ACRIQ (Association des créateurs radiophoniques indépendants du Québec) et Danger in Paradise de Christof Migone (deux magazines de création radiophonique) et Système Minuit d'André Éric Létourneau et Martine H. Crispo (diffusée en direct à neuf heures tous les lundis matin et basée sur de la création d'environnements bruitistes tirés de sons du quotidien) . 
CKUT s'illustre également durant l'été 1990 comme une radio engagée en diffusant le point de vue des acteurs sur le terrain de la "crise d'Oka" alors que différents corps de police et les forces armées canadiennes ont confronté pendant plusieurs semaines des actions politiques de la part de différents groupes de citoyens autochtones de Kanesatake et de Kahnawake. La station s'est méritée de nombreux prix nationaux et internationaux pour la qualité de sa programmation.

Le journal Montreal Mirror a régulièrement nommé CKUT dans les listes annuelles du BOM (Best of Montréal). En 1990, l'animatrice Big Maybelle est élue "Best Radio Personality". Big Maybelle, Sound Supreme, Aack, and Dykes on Mikes sont alors en nomination comme les "Best Local Radio Show" et CKUT se trouve numéro un de la liste du journal Mirror des stations radios à Montréal. La station est de nouveau en nomination pour le BOM en 1991, puis en 2000, 2002, 2003, 2004, 2005, 2007 et 2008 pour la qualité de ses émissions. En 1991, la station remporte le prix de la création radiophonique de l'association international des radios communautaires pour sa série de créations radiophoniques Squeekly Clean.
CKUT-FM continue encore aujourd'hui à produire, diffuser et promouvoir l'innovation musicale, la radiophonique expérimentale et des émissions qui se démarquent par leur engagement politique et social.

## Anciens animateurs
- Boris Chassagne
- André Éric Létourneau